# Erzen
Az Erzen (elavult írásmóddal Arzen) Albánia nyolcadik leghosszabb folyója az ország középső részén. Hossza 109 kilométer, vízgyűjtő területe 760 négyzetkilométer, vízhozama 18 m³/s. Tiranától keletre 25 kilométerre, a Gropa-hegység nyugati oldalán, 1300 méteres tengerszint feletti magasságban ered. A Skoranai-szoroson átvágva az albán fővárost délről, a Krraba-hegység északi lábainál folyva kerüli meg, innen medre egy darabig nyugati irányban, párhuzamosan fut az északabbra folyó Ishëmmel. Shijakunál folyása megtörik és északnyugati irányúra vált, végül Durrëstől északra ömlik az Adriai-tengerbe. A római korban Ardaxanus, a bizánci időkben Harzanisz (Χαρζάνης) néven ismerték a folyót.